# Henri Duméril
Pour les articles homonymes, voir Duméril.
Henri Duméril, né à Saint-Omer le 20 janvier 1855 et décédé à Toulouse le 20 janvier 1942, est un docteur en droit, docteur ès lettres, bibliothécaire puis professeur de littérature anglaise de la faculté des lettres de Toulouse. Il est le fils d'Alfred Duméril (doyen de la faculté des lettres de Toulouse) et de Flore Leurs. 
Une notice biographique a paru sous la plume de Joseph Calmette, extrait du discours prononcé devant l'Académie des jeux floraux de Toulouse le 19 décembre 1943, dont Henri Duméril fut l'un des quarante mainteneurs.

## Ouvrages
- Le Cautionnement en droit français, thèse de doctorat de droit, Toulouse 1887
- Lord Erskine, étude sur le barreau anglais thèse de doctorat ès lettres, Paris 1883
- De constitutionibus Marci Aurelii Antonini, thèse complémentaire pour le doctorat ès lettres, Toulouse 1882